# باريس تورز 1914
باريس تورز 1914 هو سباق دراجات هوائية، وهو الموسم رقم 11 من باريس تورز، وأقيم في 1914.
فاز بالمركز الأول أوسكار إيق، وبالمركز الثاني إميل إنجل، وبالمركز الثالث فيليب تيس.

## الفائزون
| الترتيب | الفائز     |
| ------- | ---------- |
| الفائز  | أوسكار إيق |
| الثاني  | إميل إنجل  |
| الثالث  | فيليب تيس  |